# Личные местоимения
Ли́чные местоиме́ния — местоимения, которые указывают на предмет, но не называют его.
В группу личных местоимений входят такие слова, как я, мы, ты, вы, он, она, оно, они.
Местоимения 1-го и 2-го лица (ед. или мн. числа) могут указывать на определённые лица, например, на собеседника (я, ты, вы, мы).
Местоимения 3-го лица (ед. или мн. числа) указывают на тех или того, кто не участвует в диалоге, или на предмет (он, она, оно, они).
Личные местоимения могут употребляться с предлогами: у него, к нему, за ним, за ними, с ними, с ним, благодаря ему, ей, им, после него
Основы личных местоимений его, ему, её, ей, их, им и др. — это старые формы бывших указательных местоимений и (тот), я (та), е (то), которые в древнерусском языке употреблялись в качестве определённых артиклей при кратных прилагательных, указывая на известный (о котором речь шла ранее) признак предмета: нова стена — нова я стена («нова та стена»), ново поле — ново е поле («ново то поле») и т. д. Впоследствии местоимения и, я, е прикрепились к кратким прилагательным (исторически таким образом появились полные прилагательные), а формы их косвенных падежей используются при склонении личных местоимений он, она, оно, они.

## Формы личных местоимений в русском языке
В русском языке личные местоимения имеют формы:
- лица
- числа
- падежа
- рода (только местоимения 3 лица единственного числа).

При этом формы косвенных падежей образуются от разных основ (я — меня, мне; ты — тебя, тебе; он — его, ему; и т. д.); см. супплетивизм.
Местоимения 3-го лица имеют разные формы при наличии и отсутствии предлога: её — у неё, ими — с ними (после предлога добавляется «н-»).
Некоторые местоимения в творительном падеже имеют дополнительные «удлинённые» формы: мной — мною, тобой — тобою, ей — ею, ней — нею.
У всех личных местоимений формы родительного и винительного падежа совпадают.
Определения и приложения, относящиеся к личным местоимениям, всегда выделяются запятыми.
| падеж | ед. ч.     | ед. ч.        | ед. ч.         | ед. ч.  | ед. ч.   | ед. ч.   | мн. ч. | мн. ч. | мн. ч. |
| падеж | 1 л.       | 2 л.          | 2 л.           | 3 л.    | 3 л.     | 3 л.     | 1 л.   | 2 л.   | 3 л.   |
| падеж | 1 л.       | простая форма | вежливая форма | м. род. | ж. род.  | ср. род. | 1 л.   | 2 л.   | 3 л.   |
| ----- | ---------- | ------------- | -------------- | ------- | -------- | -------- | ------ | ------ | ------ |
| И     | я          | ты            | вы             | он      | она́      | оно́      | мы     | вы     | они́    |
| Р     | меня́       | тебя́          | вас            | его́     | её       | его́      | нас    | вас    | их     |
| Рп    | меня́       | тебя́          | вас            | него́    | неё      | него́     | нас    | вас    | них    |
| Д     | мне        | тебе́          | вам            | ему́     | ей       | ему́      | нам    | вам    | им     |
| Дп    | мне        | тебе́          | вам            | нему́    | ней      | нему́     | нам    | вам    | ним    |
| В     | меня́       | тебя́          | вас            | его́     | её       | его́      | нас    | вас    | их     |
| Вп    | меня́       | тебя́          | вас            | него́    | неё      | него́     | нас    | вас    | них    |
| Т     | мной, мно́ю | тобой, тобо́ю  | ва́ми           | им      | ей, е́ю   | им       | на́ми   | ва́ми   | и́ми    |
| Тп    | мной, мно́ю | тобой, тобо́ю  | ва́ми           | ним     | ней, не́ю | ним      | на́ми   | ва́ми   | ни́ми   |
| П     | обо мне    | о тебе́        | о вас          | о нём   | о ней    | о нём    | о нас  | о вас  | о них  |

Обозначение падежей в таблице: И — именительный, Р — родительный, Рп — родительный с предлогом, Д — дательный, Дп — дательный с предлогом, В — винительный, Вп — винительный с предлогом, Т — творительный, Тп — творительный с предлогом, П — предложный (всегда с предлогом).